# Belchamp St. Paul
Belchamp St. Paul is een civil parish in het bestuurlijke gebied Braintree, in het Engelse graafschap Essex. In 2001 telde het dorp 331 inwoners.